# Johann Pasquich
Johann Pasquich (* um 1753 wahrscheinlich in Senj; † 15. November 1829 in Wien) war ein ungarisch-österreichischer Astronom und Mathematiker.

## Leben
Ursprünglich katholischer Priester der Diözese Zengg, trat Pasquich 1784 eine Stelle als Adjunkt am physikalischen Lehrstuhl der Universität Pest an. 1789 wurde er ordentlicher Professor für Mathematik, gab die Stelle jedoch 1797 aus gesundheitlichen Gründen auf. 1798 wurde er zum korrespondierenden Mitglied der Göttinger Akademie der Wissenschaften gewählt.
Nach Aufenthalten an den Sternwarten in Wien und Gotha kam er 1802 wieder an die Universität zurück und erhielt 1803 die Stelle des zweiten Astronomen an der in Buda gelegenen Universitätssternwarte. 1807 wurde er deren Leiter und gleichzeitig Professor der Astronomie an der Universität. Pasquich wurde mit der Auswahl eines Standortes und der Instrumente für eine neue Sternwarte betraut. Im Oktober 1815 konnte das neue Observatorium am Blocksberg in Buda eingeweiht werden. Pasquich leitete dieses Observatorium, bis er 1824 in den Ruhestand trat.
Während seiner Professur für Mathematik arbeitete Pasquich hauptsächlich über Analysis und ihre Anwendung auf die Theorie der Maschinen. Als Professor für Astronomie befasste er sich unter anderem mit Positionsbestimmungen und Untersuchungen zur Gestalt der Erde. Er verfasste mehrere Lehrbücher, insbesondere eine Einführung in die Mathematik und eine Einführung in die astronomischen Rechenverfahren.
Als sein Gehilfe Daniel Kmeth aufgrund eines Zerwürfnisses öffentlich behauptete, Pasquich habe Beobachtungen des Kometen von 1821 verfälscht, um sie in bessere Übereinstimmung mit den Ergebnissen anderer Astronomen zu bringen, wurde Pasquich durch H.C. Schumacher, F.W. Bessel, W. Olbers, J.F. Encke und C.F. Gauß rehabilitiert.

## Werke
- Epitome elementorum astronomiae sphaerico-calculatoriae. Wien 1811
  - Band 1: Elementa theoretica astronomiae sphaerico-calculatoriae (urn:nbn:de:bvb:12-bsb10049412-8)
  - Band 2: Elementa practica astronomiae sphaerico-calculatoriae (urn:nbn:de:bvb:12-bsb10049413-3)
  - Band 3: Appendix ad Joannis Pasquich Epitomen elementorum practicorum astronomiae sphaerico-calculatoriae complectens tabulas auxiliares (urn:nbn:de:bvb:12-bsb10049414-9)

- Anfangsgründe der gesammten theoretischen Mathematik.
  - Band 1: Anfangsgründe der allgemeinen Größenlehre und decadischen Arithmetik. Wien 1812 (online)
  - Band 2: Anfangsgründe der Geometrie; ebenen und sphärischen Trigonometrie; und der Differential- und Integralrechnung. Wien 1813 (online)